# Episodi di Ingovernabile (prima stagione)
La prima stagione della serie televisiva Ingovernabile, composta da 15 episodi, è stata interamente pubblicata internazionalmente sul servizio video on demand Netflix il 24 marzo 2017.
| nº | Titolo originale          | Titolo italiano               | Pubblicazione Messico | Pubblicazione Italia |
| -- | ------------------------- | ----------------------------- | --------------------- | -------------------- |
| 1  | Momento de decisión       | Il momento di decidere        | 24 marzo 2017         | 24 marzo 2017        |
| 2  | La huida                  | Il volo                       | 24 marzo 2017         | 24 marzo 2017        |
| 3  | Las deudas se pagan       | I debiti sono stati pagati    | 24 marzo 2017         | 24 marzo 2017        |
| 4  | El pacto                  | L'alleanza                    | 24 marzo 2017         | 24 marzo 2017        |
| 5  | La otra verdad            | L'altra verità                | 24 marzo 2017         | 24 marzo 2017        |
| 6  | Causa de muerte           | La causa della morte          | 24 marzo 2017         | 24 marzo 2017        |
| 7  | Bautismo de fuego         | Battesimo di fuoco            | 24 marzo 2017         | 24 marzo 2017        |
| 8  | Descenso al infierno      | Discesa agli inferi           | 24 marzo 2017         | 24 marzo 2017        |
| 9  | El juramento              | Il giuramento                 | 24 marzo 2017         | 24 marzo 2017        |
| 10 | Memoria viva              | La memoria viva               | 24 marzo 2017         | 24 marzo 2017        |
| 11 | El grito                  | Il grido                      | 24 marzo 2017         | 24 marzo 2017        |
| 12 | Las reglas del juego      | Le regole del gioco           | 24 marzo 2017         | 24 marzo 2017        |
| 13 | El rostro del asesino     | Il volto dell'assassino       | 24 marzo 2017         | 24 marzo 2017        |
| 14 | La muerte pide permiso    | La morte chiede il permesso   | 24 marzo 2017         | 24 marzo 2017        |
| 15 | El interés de la justicia | Gli interessi della giustizia | 24 marzo 2017         | 24 marzo 2017        |